# Эзинва, Дэвидсон
Дэвидсон Эзинва (англ. Davidson Ezinwa; 22 ноября 1971) — нигерийский легкоатлет, призёр Олимпийских игр. Брат-близнец легкоатлета Осмонда Эзинвы.
Дэвидсон Эзинва родился в 1971 году. В 1988 году принял участие в Олимпийских играх в Сеуле, но не завоевал медалей. В 1992 на Олимпийских играх в Барселоне он стал обладателем серебряной медали в эстафете 4×100 м, а на дистанции 100 м был 8-м. В 1996 году участвовал в Олимпийских играх в Атланте, но не завоевал медалей. В 1997 году стал серебряным призёром чемпионата мира.